# Рапламаа
Рапламаа (ест. Raplamaa або Rapla maakond) — повіт в Естонії, розташований в західній частині країни. Межує з повітами Ярвамаа на сході, Пярнумаа на півдні, Ляенемаа на заході і Гар'юмаа на півночі. Адміністративний центр — місто Рапла. Повіт в адміністративному відношенні поділяється на 4 волості.

## Географія
Повіт знаходиться в центральній частині Північно-Естонського плато. Характеризується густою річковою мережею (найбільша річкова система Казарі). З корисних копалини є родовища вапняку, доломіту, торфу та глини.
Річки: Вігала.

## Історія
Територія сучасного повіту Рапламаа заселялася людьми ще в доісторичні часи. Археологічні знахідки свідчать про наявність поселень на цій території ще в епоху кам’яної доби. У середньовіччі ці землі входили до складу стародавніх естонських округів, зокрема Ляене-Гар'юмаа та Сакала.
Після німецького завоювання Естонії у XIII столітті регіон потрапив під владу Лівонського ордену, а згодом входив до складу Шведської, а потім Російської імперій. Протягом століть землі Рапламаа залишалися переважно аграрними з розвиненим поміщицьким господарством. У 1783 році територія була включена до складу Гар'юського повіту (Kreis Harrien), адміністративним центром якого був Ревель (сучасний Таллінн).
Після здобуття незалежності Естонією у 1918 році, територія сучасного Рапламаа стала частиною різних адміністративних одиниць. У період радянської окупації в 1950 році було утворено Рапласький район, який проіснував до 1990 року.
Сучасний повіт Рапламаа був сформований у 1990 році після відновлення незалежності Естонії, у межах адміністративної реформи. Адміністративним центром повіту є місто Рапла, яке стало важливим регіональним центром завдяки зручному розташуванню між Таллінном та Пярну.
На сьогодні Рапламаа є одним із найменш густонаселених регіонів Естонії, з багатим культурним спадком, збереженою природою та історичними маєтками, що приваблюють туристів і дослідників.

## Населення
За даними 1 січня 2009 населення повіту становило 37.032 жителів, з який 47,63% чоловіки і 52,37% жінки. Рівень народжуваності в повіті — 9,7 ‰, смертності — 14,2 ‰, природний спад складає −4,6 ‰.
Щільність населення в повіті — 80,5 осіб/км².

### Національний склад
У національному складі повіту переважають:
- Естонці — 93,2%
- Росіяни — 4,0%
- Інші (українці, білоруси) — 2,8%.

Поширені естонська і російська мови.
Діти: (0—14 років) — 16,9%, населення в працездатному віці — (15—64 року) 67,6%, старше працездатного (65 і більше) 15,6%.

## Адміністративно-територіальний поділ
З 2017 року до складу повіту входять 4 волості:
 Кехтна (ест. Kehtna vald)

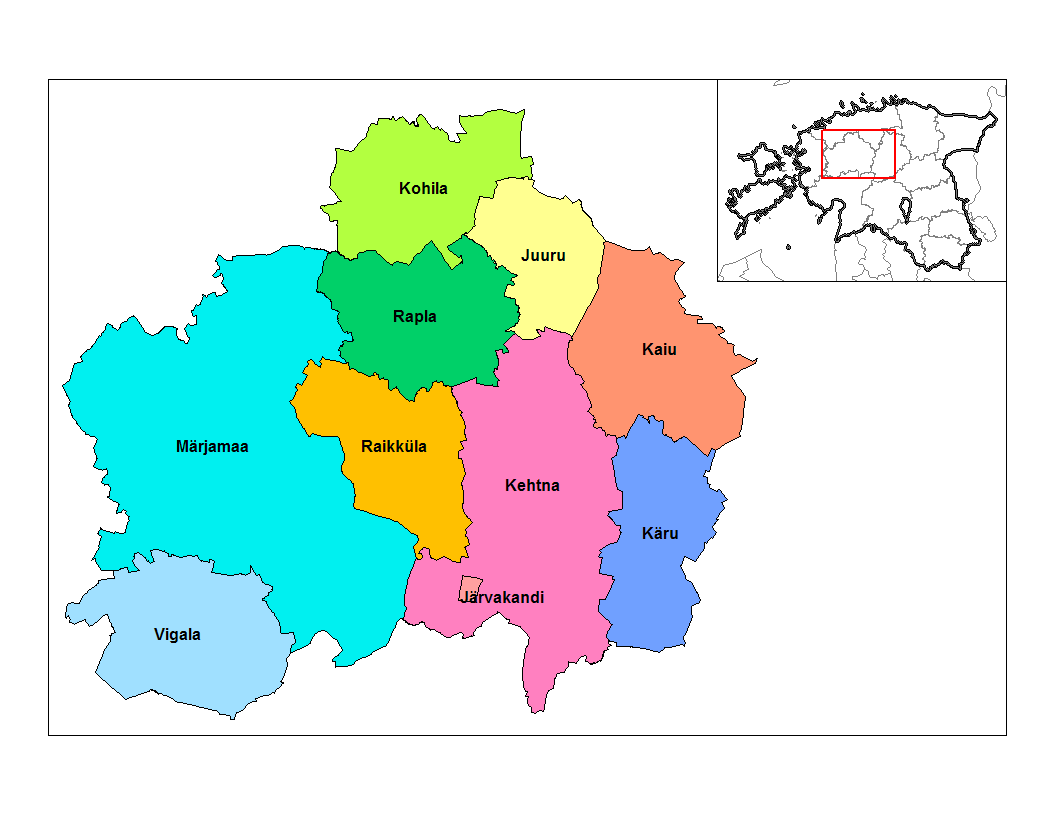
Муніципалітети повіту Рапламаа

 Кохіла (ест. Kohila vald); включаючи місто Кохіла (ест. Kohila)
 Мяр'ямаа (ест. Märjamaa vald); включаючи місто Мяр'ямаа (ест. Märjamaa)
 Рапла (ест. Rapla vald); включаючи місто Рапла (ест. Rapla)
До реформи 2017 року до складу повіту входило 10 волостей.
Волості:
 Вігала (ест. Vigala vald)
 Кайю (ест. Kaiu vald)
 Кехтна (ест. Kehtna vald)
 Кохіла (ест. Kohila vald); включаючи місто Кохіла (ест. Kohila)
 Кяру (ест. Käru vald)
 Мяр'ямаа (ест. Märjamaa vald); включаючи місто Мяр'ямаа (ест. Märjamaa)
 Райккюла (ест. Raikküla vald)
 Рапла (ест. Rapla vald); включаючи місто Рапла (ест. Rapla)
 Юуру (ест. Juuru vald)
 Ярваканді (ест. Järvakandi)

## Найбільші міста
Міста з населенням понад 2,5 тисяч осіб:
| Назва міста | Населення, осіб (2009) |
| ----------- | ---------------------- |
| Рапла       | 5645                   |
| Кохіла      | 3353                   |
| Мяр'ямаа    | 3014                   |

## Галерея

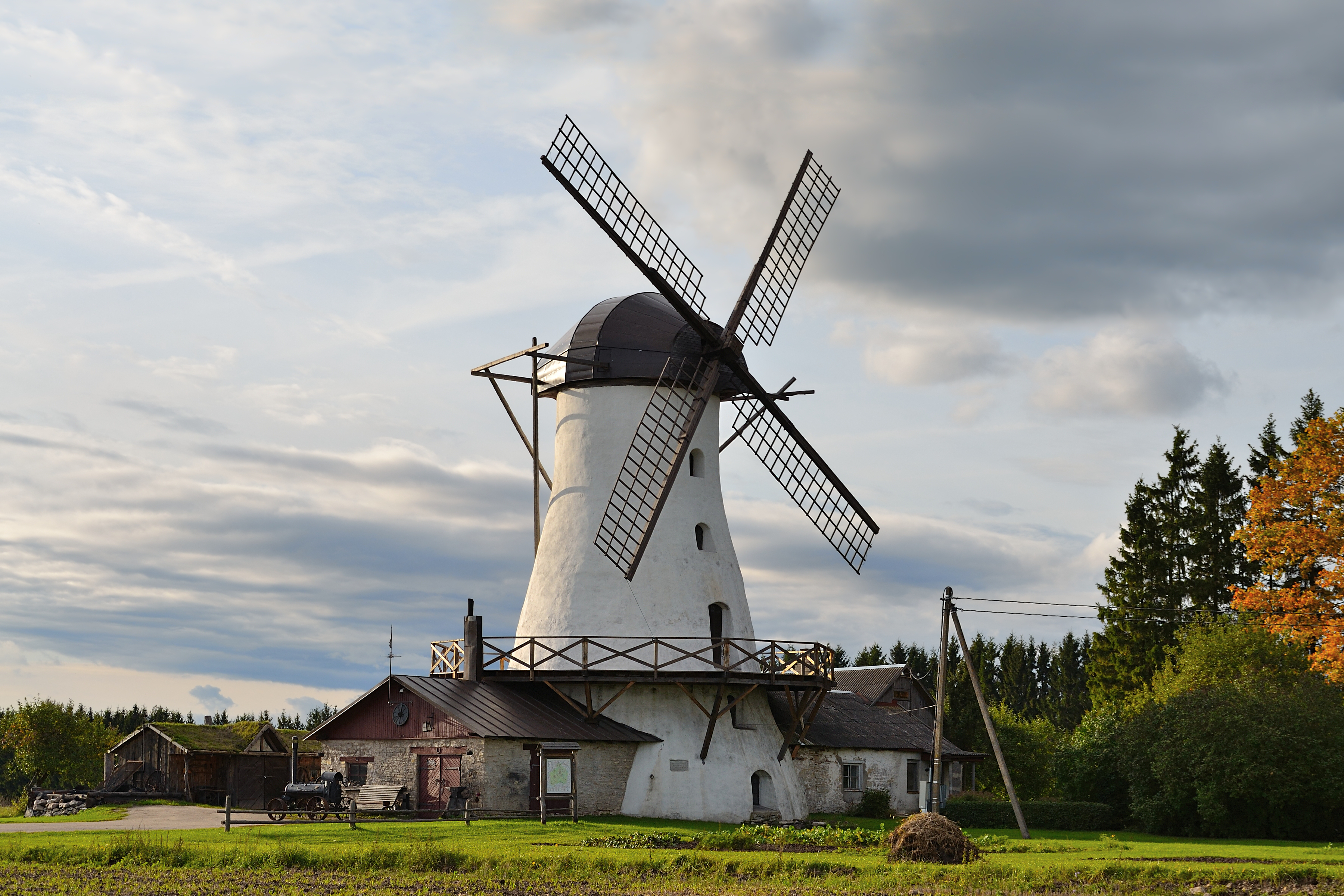
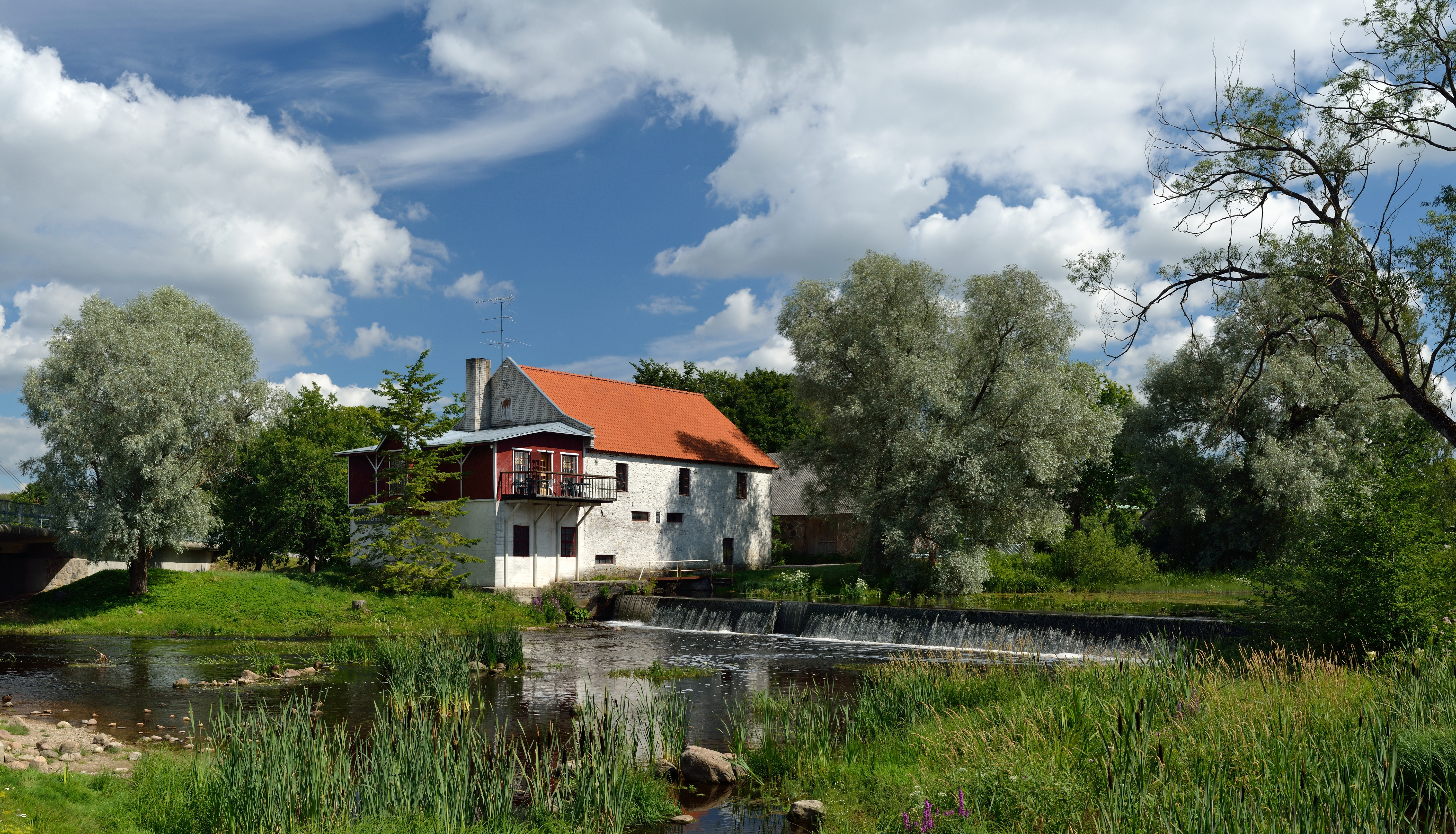
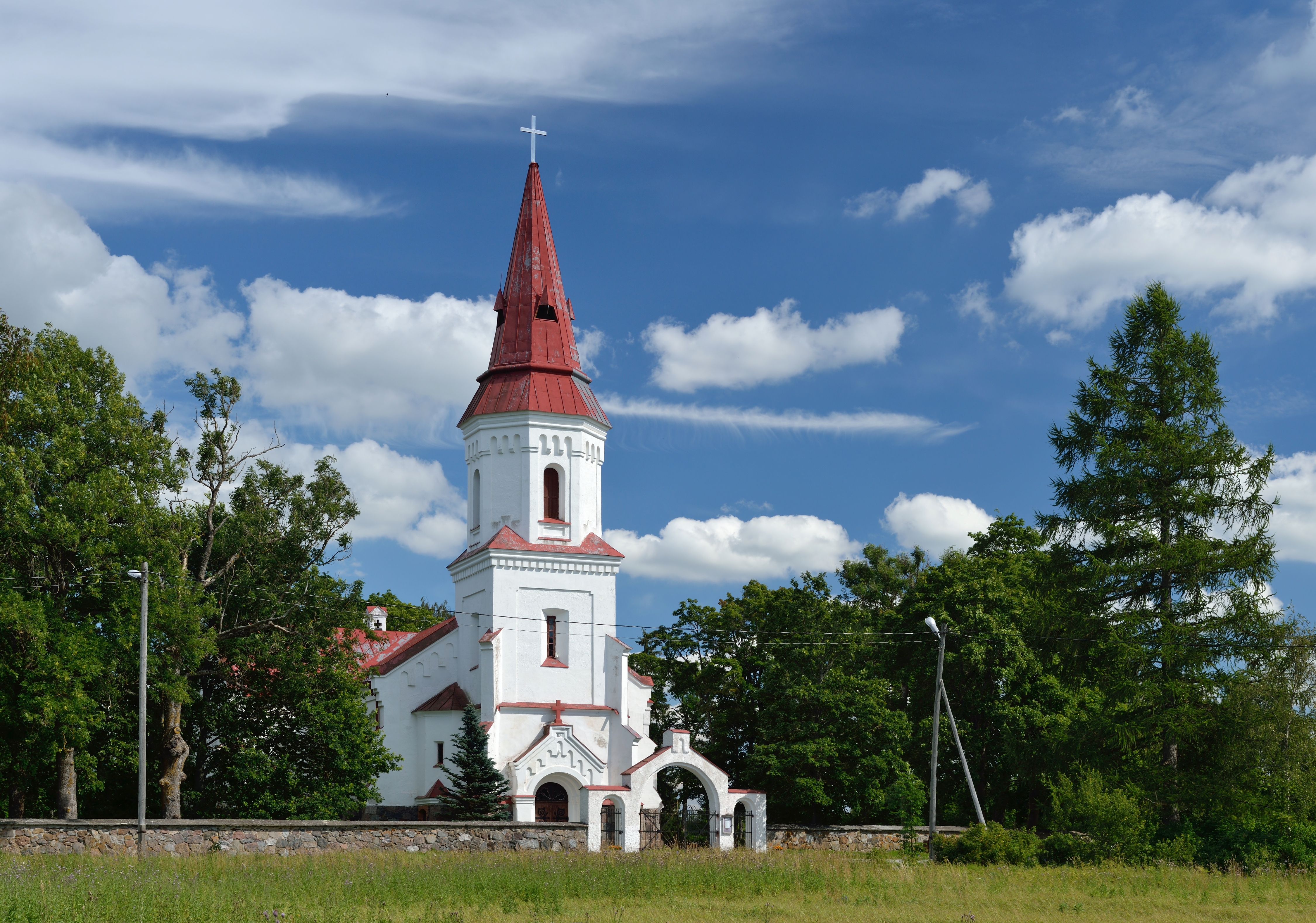
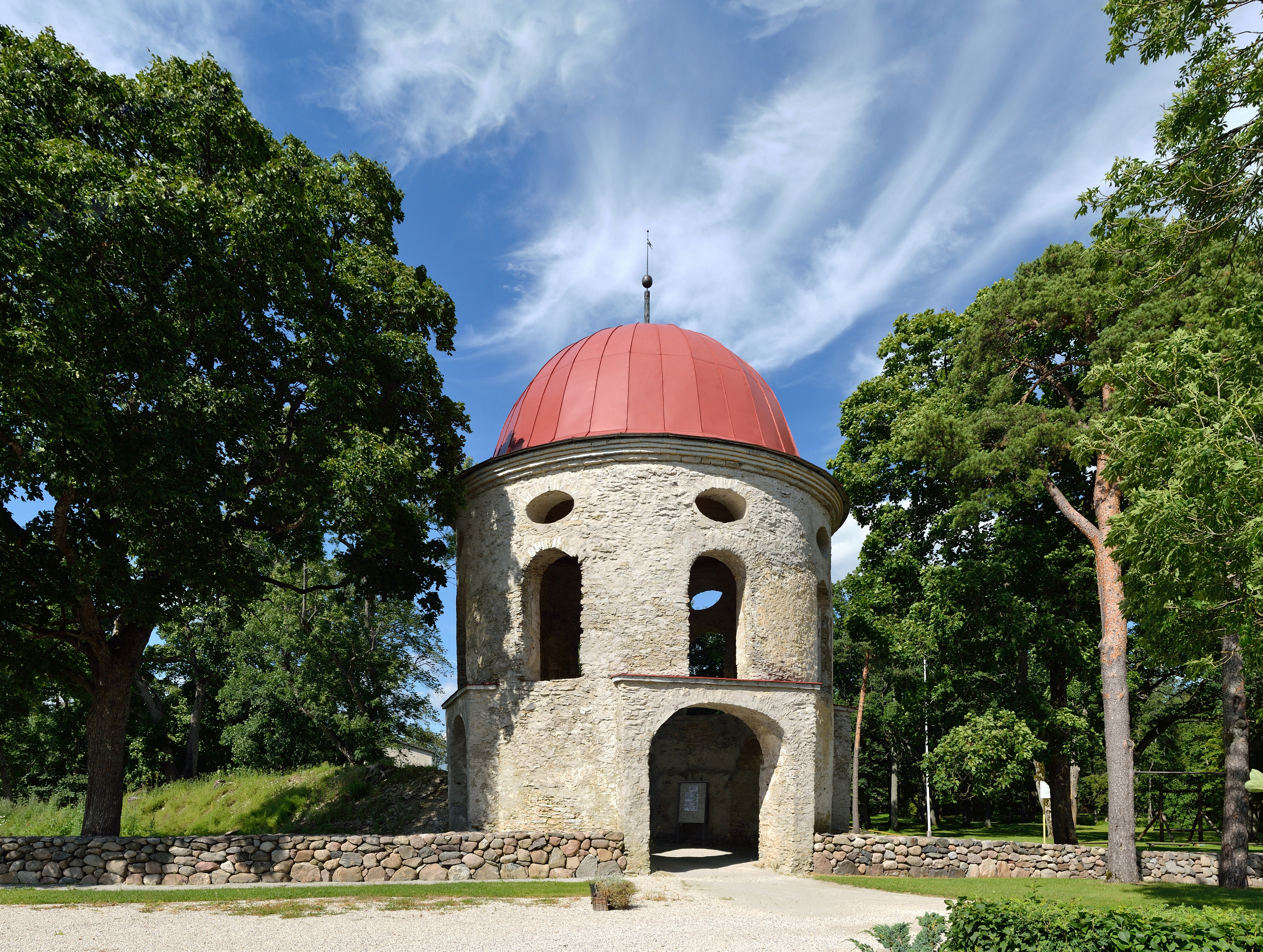
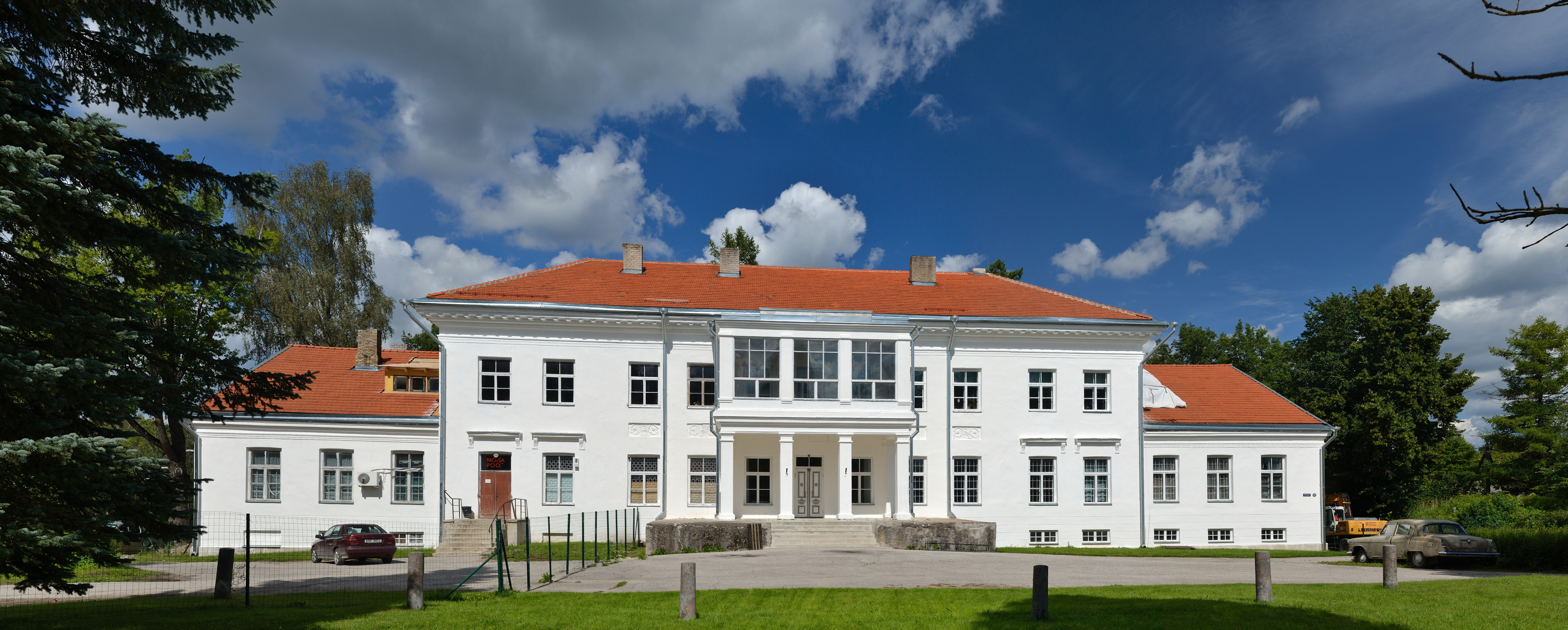
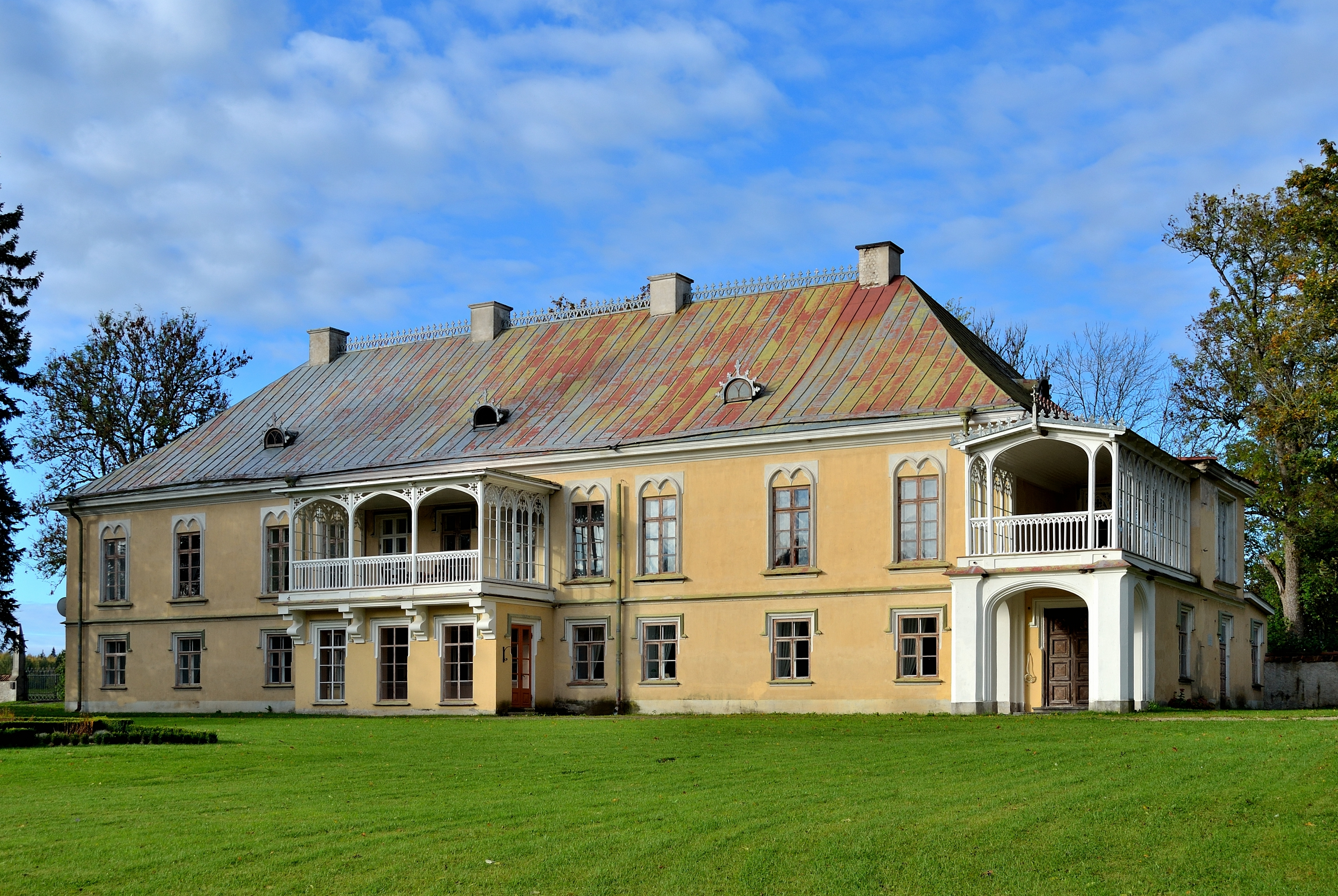